# لیتل ریچارد (فیلم)
«لیتل ریچارد» (انگلیسی: Little Richard (film)) یک فیلم است.